# Pascual Flores
Le Pascual Flores était une goélette de type pailebot (es) à coque en bois, construite en 1917 dans un chantier de la ville de Torrevieja (province d'Alicante) en Espagne. Le bateau qui navigue actuellement sous ce nom est une réplique construite en 2020.

## Historique
Torrevieja, était un site propice à l'exploitation du sel marin dans les lagunes environnantes. Le commerce du sel par voie maritime s'est développé au XIXe siècle vers les ports de Méditerranée et des Caraïbes. La flotte à voile de Torrevieja a compté jusqu'à deux cents navires dont 64 pailebotes. Le nom « pailebote » vient de l'anglais pilot's boat (bateau-pilote) mais il pouvait aussi être connu sous le nom de schooner (du français goélette et du breton gwelan, qui signifie mouette), puisque les deux définitions étaient valables pour ce même type de bateau. Beaucoup de pailebotes ont été construits par les calfats des chantiers navals de la ville. Le Pascual Flores en faisait partie et a servi au transport de fruits, de sel et de frets divers. Au fil des ans le voilier a changé de propriétaires et a subi de nombreuses modifications de structure, avant de finir ses jours en Angleterre, dans le port de Milford.
La ville de Torrevieja a racheté le Pascual Flores, en très mauvais état, en 1999 pour en faire un navire-témoin de cette période florissante et devenir l'ambassadeur de la ville. Avec l'aide de la Fondation Nao Victoria il a été restauré pour devenir un navire-musée flottant.
En 2020, comme le bateau est en très mauvais état, la mairie de Torrevieja décide de construire une réplique et en confie la gestion à la fondation Nao Victoria, qui gère également le navire Nao Victoria.
En 2022, il subit une avarie à Bordeaux qui l'empêche de participer à la fêtes des vieux gréements de Paimpol 2022.
Le navire navigue dans les ports du monde entier et est présent dans les principaux festivals maritimes européens :
- Semaine du Golfe (mai 2023)
- Armada de Rouen 2023 où il est présent avec la réplique de caraque Nao Victoria[3]
- Lorient Océans du 29 juin au 2 juillet 2023
- Festival du Chant marin de Paimpol (2023)[4]
- Fête maritime du Legué (Saint-Brieuc) (2023)
- Fête de la mer Boulogne-sur-Mer (2023)
- Escale à Calais (2023)
- Fête des vieux gréements de Paimpol 2024

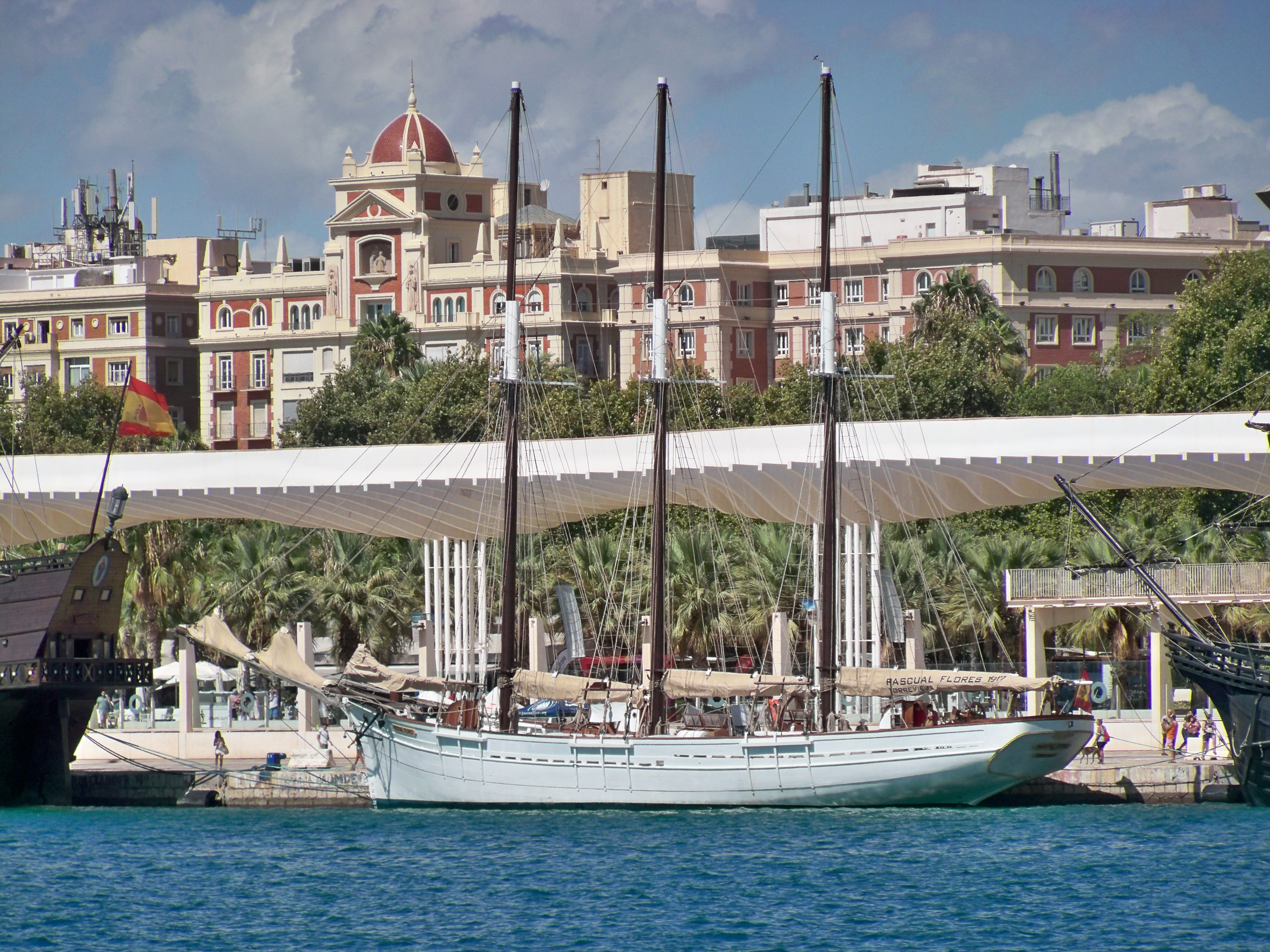
Le Pascual Flores à Malaga en 2022
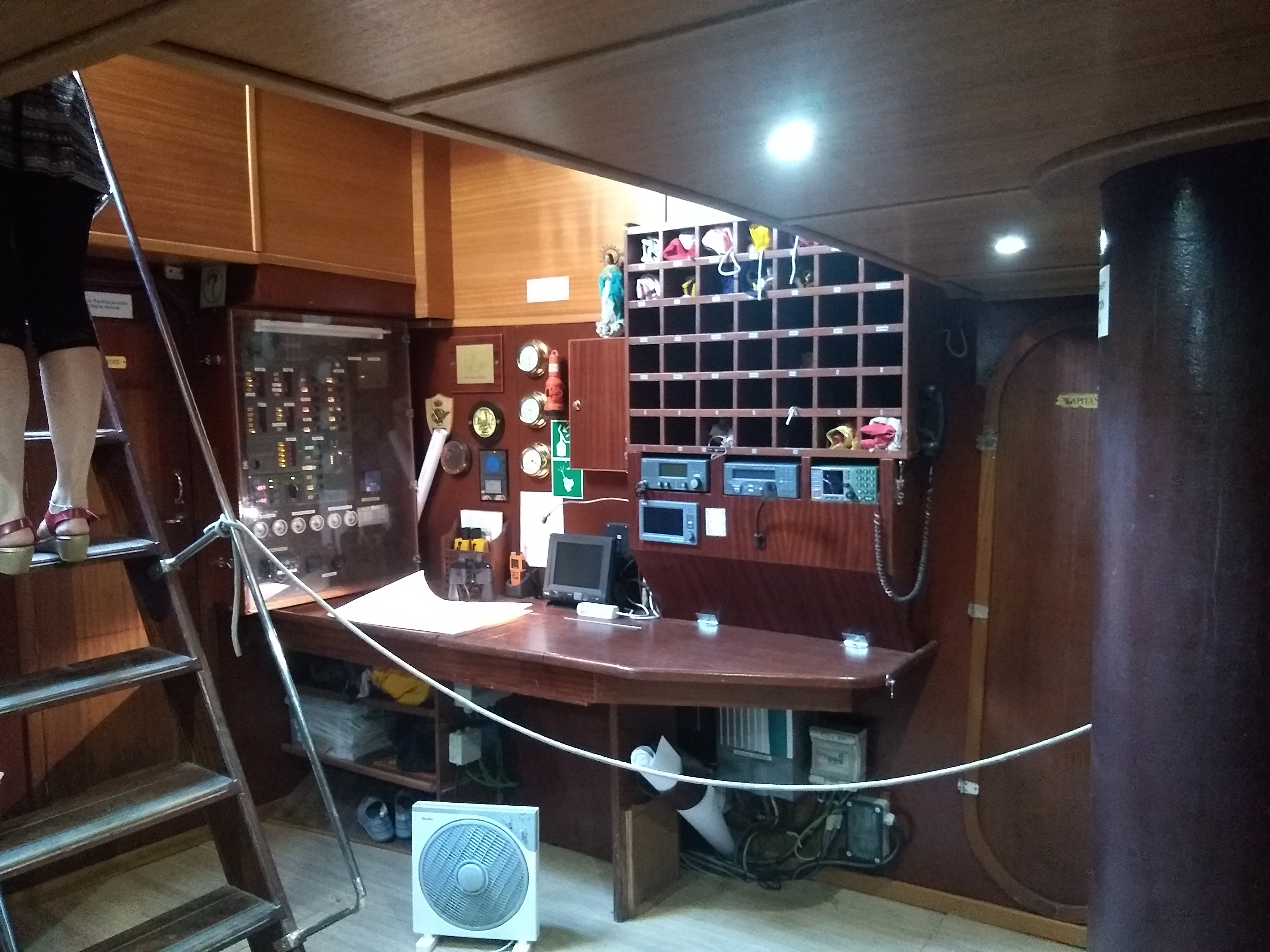
Intérieur du Pascual Flores
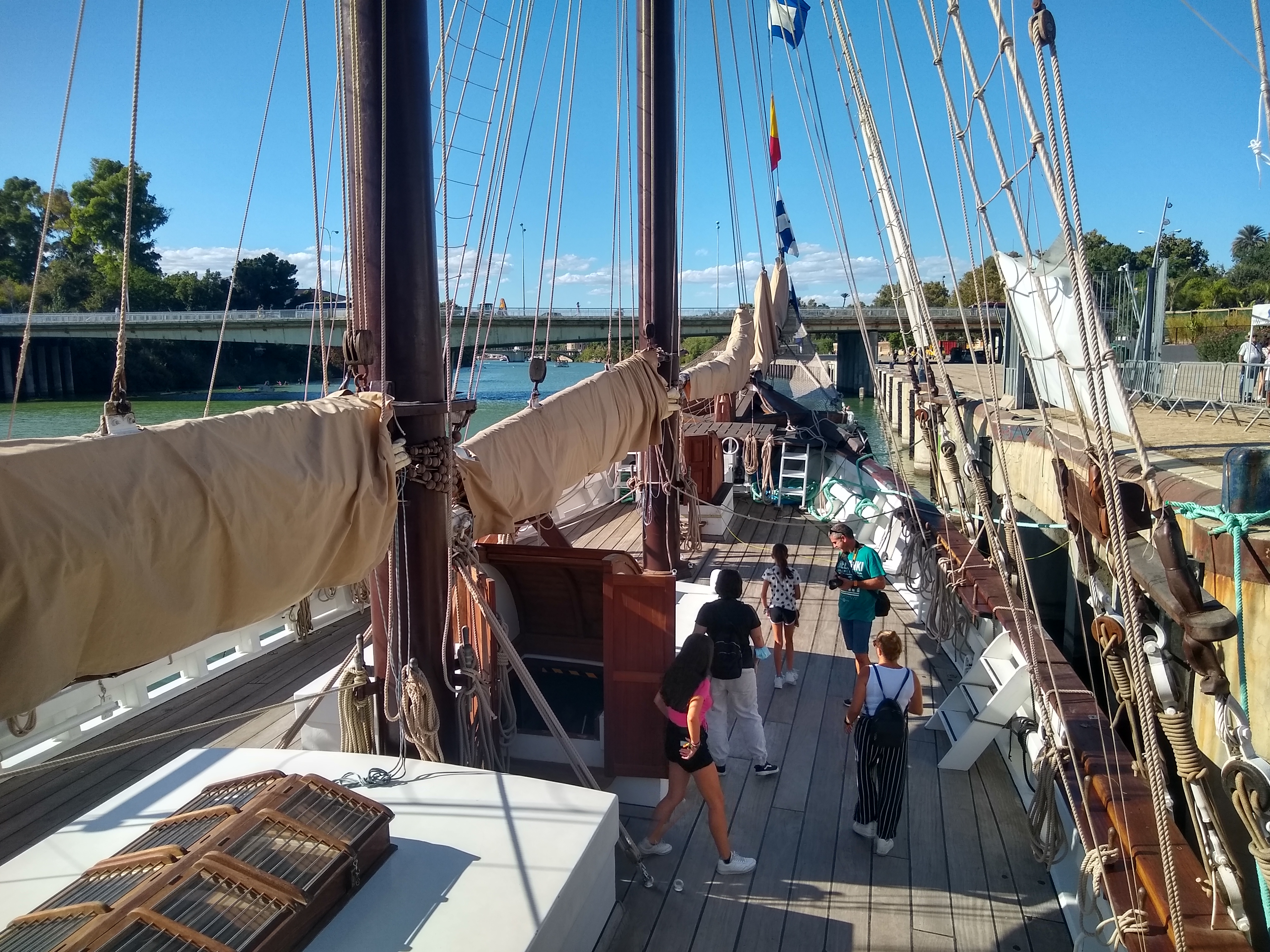
Pont du Pascual Flores